# Bosingak
Bosingak est un grand pavillon abritant une cloche situé sur Jongno à Séoul, en Corée du Sud. C'est de la cloche de Bosingak que Jongno, littéralement « rue de la Cloche », tire son nom. Le pavillon d'origine a été construit en 1396 mais a été détruit de nombreuses fois par le feu et les guerres. Le nom Bosingak lui a été attribué par l'empereur Gojong en 1895.
Sous la dynastie Joseon, cette cloche était le centre de la ville intra muros. On la sonnait pour annoncer l'ouverture et la fermeture des quatre portes de Séoul : trente-trois fois à quatre heures du matin et à dix heures du soir. Elle était aussi utilisée comme alarme pour avertir du feu. À l'époque moderne on ne sonne la cloche qu'à minuit le réveillon du jour de l'an et, en raison de la foule qui assiste à cette cérémonie, les métros de la ligne 1 du métro de Séoul ne s'arrêtent alors pas à la station Jonggak.